# México ante las crisis internacionales del siglo XX
El presente artículo habla acerca de la situación de México ante las crisis internacionales del siglo XX. Las relaciones establecidas en el Estado Mexicano con los demás países del mundo en el siglo XX, fueron muy complejas y diversas. Los procesos políticos, económicos, sociales y culturales dados en el resto del mundo, han influido mucho en el rumbo de México en la política internacional y determinado los principios que rigen esta política. El México posrevolucionario heredó la experiencia sufrida durante el siglo XIX con el exterior, en especial con los Estados Unidos y los países Industrializados de Europa y la capitalizó, diseñando una nueva manera de relacionarse con el mundo, en particular con los países con intereses económicos en México. Así, el país pudo aprovechar las grandes crisis.

## Primera Guerra Mundial

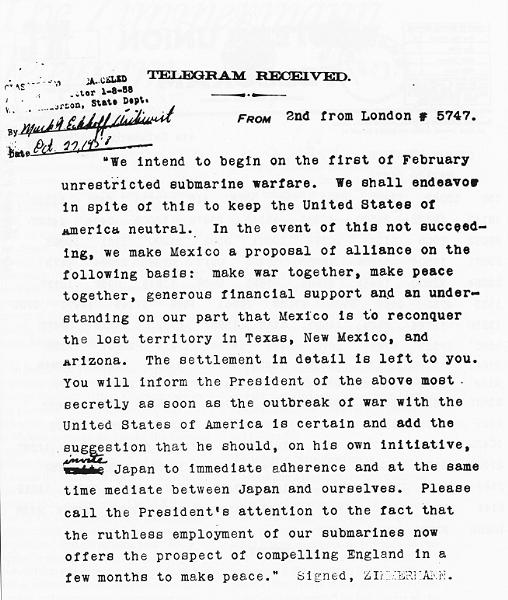
Telegrama del general alemán Zimmermann en el que propone a México una Alianza en la Primera Guerra Mundial

Mientras que en México se desarrollaba la Revolución mexicana de 1910 a 1920, en Europa se desencadenó la Primera Guerra Mundial, entre 1914 y 1918. Este conflicto tuvo grandes repercusiones políticas y económicas, en todo el mundo, incluido México, aunque, al final de cuentas, tuvo consecuencias positivas para el país norteamericano.
Una consecuencia económicamente positiva fue una mayor demanda de petróleo, además de otros recursos mineros por parte de las potencias europeas para la guerra; lo que dejó un beneficio económico. Una consecuencia política, fue que Venustiano Carranza, al rechazar la propuesta del gobierno alemán de aliarse con él, fueron sentadas las bases que definieron las directrices y los principios de la política exterior de México, a través de la doctrina Carranza: La no intervención, la defensa a la autodeterminación y el reconocimiento de la igualdad jurídica de los pueblos.
En 1930, se formuló la Doctrina Estrada, la cual plantea que el reconocimiento de un país se debía dar independientemente de las acciones internas del país en cuestión. Esto fundamentado por el principio de la libre determinación, que trata sobre el derecho de los pueblos para aceptar, mantener o sustituir a sus gobiernos o autoridades. Ya que al condicionar el reconocimiento de un gobierno, violaba la soberanía de otras naciones e implicaba un tipo de intervencionismo.

## Gran Depresión
La crisis económica de 1929, originada por la quiebra de la Bolsa de Valores de Nueva York, tuvo un impacto en México, ya que gracias a la caída de las acciones y a fracasadas medidas como la Ley SMOOT-HAWLEY TARIFF en Estados Unidos; muchas naciones dejaron de comprar los productos que México exportaba, principalmente los productos agrícolas y mineros; lo cual afectó las exportaciones.
Sin embargo, el consumo interno se mantuvo, gracias a que la mayoría de la población en México era rural, y la producción interna de alimentos alcanzaba a satisfacer las necesidades alimentarias de la población; aunque, debido a que los países más afectados por la crisis fueron los más industrializados del mundo, estos dejaron de vender productos manufacturados a México, y quedó en evidencia la necesidad de que el gobierno impulsara la industria nacional.

## Guerra civil española

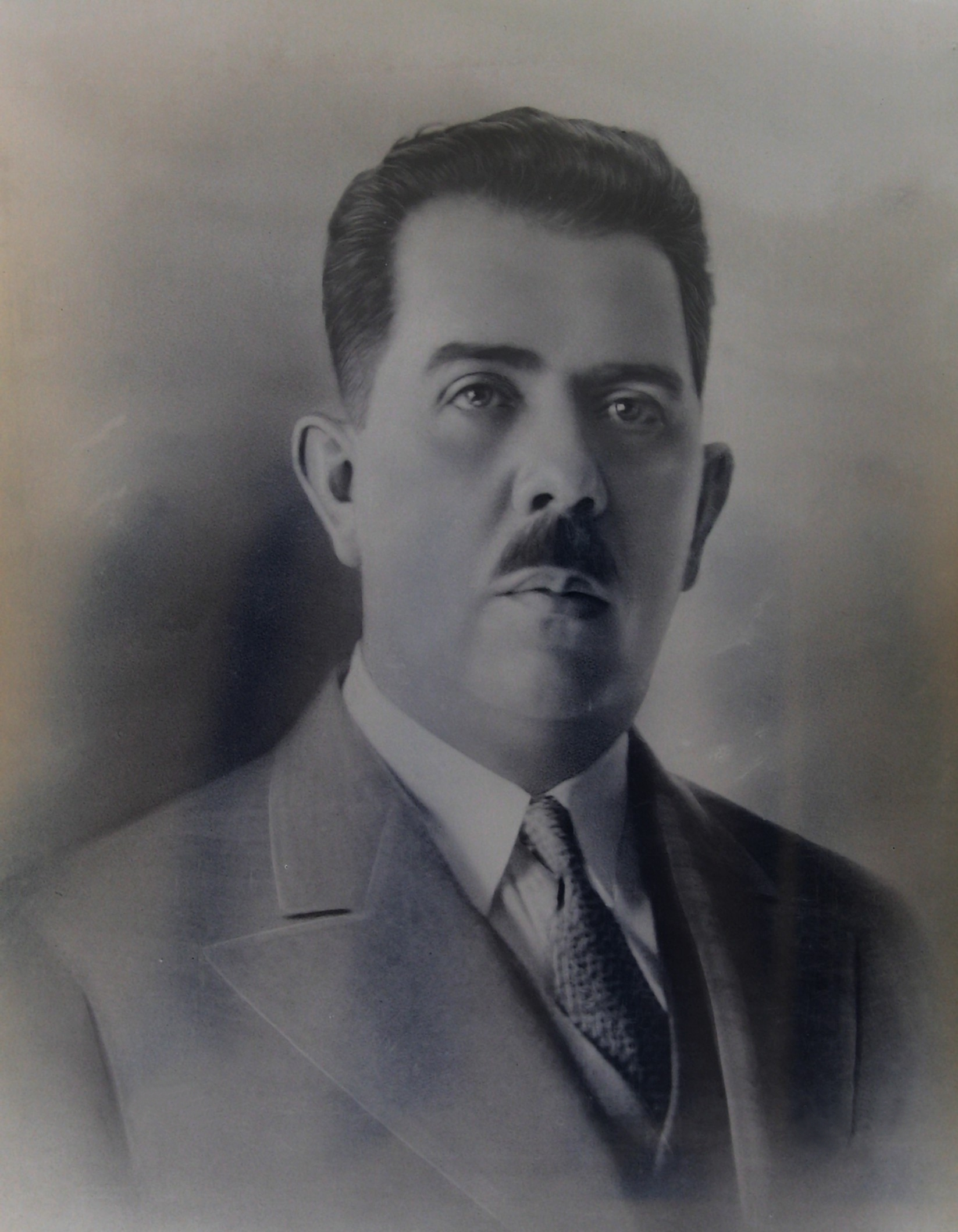
El gobierno del presidente Lázaro Cárdenas apoyó a la República Española y dio asilo político a miles de españoles exiliados durante la Guerra Civil.

En 1931, se proclamó un sistema liberal republicano: la Segunda República Española. Sin embargo, los sectores más conservadores de la sociedad española: la Iglesia católica, los empresarios, terratenientes y el ejército pugnaban por regresar al sistema monárquico y conservador. En 1936 se dio un golpe militar encabezado por Francisco Franco de ideología Fascista. Esto desencadenó la guerra civil española, lucha entre los fascistas apoyados por la Italia y Alemania fascistas y los republicanos apoyados por la Unión Soviética y por las llamadas Brigadas Internacionales.
Por todo esto, algunos especialistas consideran que la lucha interna de España, representó la lucha que internacionalmente se desarrollaba entre los distintos sistemas de gobierno: Socialista, Capitalista y Fascista. Así la guerra civil española adquirió un carácter internacional. Después de tres años de lucha, el fascismo ganó sobre la república y Francisco Franco instauró una dictadura fascista que llegaría a durar más de treinta y cinco años.
Ahora bien, el gobierno mexicano del presidente Lázaro Cárdenas otorgó un apoyo decidido a la República Española: en la medida de lo posible envió material bélico a los republicanos o recursos para adquirirlos en otros países. México abrió sus puertas para dar asilo político a los miles de ciudadanos republicanos exiliados y rompió relaciones diplomáticas con la dictadura de Franco, mientras que reconoció siempre al gobierno republicano en el exilio. México acogió a cerca de 25,000 españoles entre 1939 y 1942.
Entre los asilados llegó en 1937 un grupo de alrededor de 455 niños españoles, invitados por el gobierno de Lázaro Cárdenas para protegerlos de los horrores de la guerra. Estos fueron recibidos y acogidos en la ciudad de Morelia, Michoacán. Por lo que son conocidos por el nombre de “los Niños de Morelia”. Además llegó un grupo de alrededor de treinta intelectuales para quienes se fundó la famosa Casa de España, que después se convertiría en el El Colegio de México, de manera que pudieran realizar sus investigaciones y trabajar en su especialidad lejos del ambiente bélico en España.
Muchos de los republicanos españoles que llegaron a México eran intelectuales y profesionistas reconocidos. Estos dieron un gran impulso a la cultura y educación del país; fundaron escuelas e institutos de investigación superior como el mencionado Colegio de México. De los exiliados que se asilaron en México, sobresalieron por su trabajo cultural  León Felipe y Joaquín Xirau, entre otros.

## Segunda Guerra Mundial
En 1939 estalló la Segunda Guerra Mundial. Este gran conflicto internacional tuvo grandes repercusiones políticas y económicas en todo el mundo. Se puede decir que la economía mexicana actual se conformó y consolidó a partir de este periodo. En México se llegó a reflejar de manera positiva; pues al no involucrarse en el conflicto los países más industrializados en ese entonces, Reino Unido, Francia, Estados Unidos, Alemania, Italia y Japón; dejaron de vender a México productos industrializados. Ello obligó al país a desarrollar su propia industria interna para luego protegerla. Además durante la guerra los países involucrados compraron a México productos agrícolas y mineros, además de intensificar enormemente la venta de petróleo fomentando así la reactivación económica hasta la etapa conocida como el milagro mexicano.
La política nacionalista y de izquierda de Cárdenas se había reflejado, en la expropiación de grandes latifundios y en la nacionalización de los Ferrocarriles, que estaban en manos de extranjeros estadounidenses, británicos y neerlandeses; aprovechando lo establecido en el artículo 27 de la constitución política de 1917, el cual declaraba que las riquezas del suelo, subsuelo, las aguas y mares de México pertenecían a la Nación, por lo que el gobierno podía manejarlas o ceder su explotación, así como expropiarlas si lo consideraba necesario. Así, con este derecho, a raíz de un conflicto surgido en 1936 relacionado con que las compañías petroleras se negaban a aceptar las condiciones laborales del contrato colectivo de trabajo y a acatar las decisiones de la Suprema Corte de Justicia de la Nación, Cárdenas decide expropiar la industria petrolera el 18 de marzo de 1938.
Esta decisión, por supuesto, tuvo respuesta inmediata por parte de los países afectados. Se le suspendió la compra de su petróleo, y se le impuso un bloqueo económico por parte de los Estados Unidos y el Reino Unido; posición que cambiarían más tarde, por el marco de la guerra. Además, la decisión de Cárdenas, llevó a que el pueblo mexicano se unificara y mostrara su respaldo y confianza al gobierno de Cárdenas, contribuyendo con recursos económicos y materiales para el pago de las indemnizaciones debidas a los empresarios extranjeros, y así, salvaguardando la soberanía nacional de su territorio.
La política exterior del presidente Lázaro Cárdenas del Río se caracterizó por el apoyo a los gobiernos democráticos; razón por la cual se opuso a la ocupación italiana de Etiopía y a la invasión Alemana de Bélgica, los Países Bajos y Luxemburgo y de la Anexión de Austria y Checoslovaquia. A raíz de la magnitud del conflicto internacional, se organizó el Servicio Militar por órdenes del entonces presidente Manuel Ávila Camacho en 1940, programa que no entró en vigor sino hasta 1942, a fin de aumentar las fuerzas regulares del ejército mexicano. Además se organizó un Consejo Supremo de la Defensa Nacional.
Las relaciones que consolidó México con los Estados Unidos también tuvieron una importante incidencia en los ámbitos económicos, políticos y sociales de ambos países. La Segunda Guerra Mundial forzó a los Estados Unidos a solicitar el apoyo del gobierno mexicano, con lo que se lograron resolver las cuestiones pendientes resultantes del conflicto generado por la expropiación petrolera, y se levantó el bloqueo económico que Estados Unidos e Inglaterra habían impuesto a México derivado de este conflicto.
Al producirse el ataque japonés contra la base naval de Pearl Harbor en 1941, el gobierno mexicano, cumpliendo con sus compromisos contraídos en las Conferencias Internacionales y en solidaridad con los Estados Unidos, rompió relaciones diplomáticas y consulares con los países del Eje y las reanudó con Inglaterra, rotas desde la expropiación de 1938. En 1942, cuando los estadounidenses entraron a la guerra, firmaron con México un tratado comercial mediante el cual este último se comprometía a proporcionarle minerales (zinc, molibdeno, cadmio, tungsteno, etc), petróleo y enseres necesarios para la fabricación de armamento y utilería para la guerra; además de mano de obra agrícola e industrial para sustituir a los miles de ciudadanos alistados en el ejército estadounidense. A cambio, México obtenía créditos que se destinarían a la modernización del país.
Así México autoriza el tránsito de buques tanques por el Golfo de México, para proveer de petróleo a Estados Unidos, comercio que no convenía a las fuerzas del Eje, por lo que es amenazado por submarinos Alemanes. Así, en 1942 son torpedeados los buques petroleros mexicanos Potrero del Llano y Faja de Oro, por lo que el gobierno protesta sin respuesta ante los gobiernos del Eje, ya que los navíos eran de un país neutral. De esta manera, el 22 de mayo de ese año, México le declaró la guerra a las tres principales Potencias del Eje: Italia, Alemania y Japón. Posteriormente, entre junio y septiembre, son hundidos los buques Túxpam, Las Choapas, Oaxaca y Amatlán. Las fuerzas militares fueron enfocadas sobre todo a la defensa nacional; se desplegaron fuerzas militares aéreas y navales a todo lo largo de los 7600 kilómetros del litoral del pacífico. Su marina y fuerzas aéreas ocuparon sus correspondientes puestos en el servicio de patrulla antisubmarina de las Naciones Unidas.
Desde 1940, se celebraron una serie de negociaciones secretas entre México y Estados Unidos, en las que este proponía a México la instalación de bases militares dentro de territorio nacional, particularmente en Baja California, propuesta rechazada por Cárdenas, por considerar que violaba la soberanía nacional, pero reiteraba que estaba dispuesto a colaborar lealmente con el resto de los países de América para la defensa del hemisferio. Estas acciones generaron varios conflictos entre el ejército estadounidense y el general Cárdenas a cargo de la Región Militar del Pacífico, quien protegió el territorio de ser ocupado. Al final no se concretaron las ambiciones para la instalación de bases militares y de la custodia de buques petroleros por los norteamericanos.

### El Tratado de Braceros
El Tratado de Braceros o Programa Bracero firmado en 1942 entre los dos países abrió las puertas a la inmigración legal de trabajadores mexicanos a Estados Unidos, acelerando el proceso de emigración de mexicanos a ese país. Así millones de mexicanos viajaron a los Estados Unidos bajo dicho tratado que les daba derecho a empleo y estancia temporal en los campos y ranchos. Bajo el programa Bracero, más de 4 millones de trabajadores agrícolas mexicanos laboraron en los campos estadounidenses; convirtiéndolos en los más productivos del mundo.
Al terminar la Segunda Guerra Mundial, los trabajadores mexicanos fueron sustituidos por aquellos que regresaban de la guerra y debido al sobreflujo de trabajadores agrícolas y a la continua violación de los derechos laborales del bracero, se terminó con el programa en 1964. Después de esto la mayoría de los trabajadores comenzaron a irse ilegalmente, sin documentos; razón por la cual se les llama indocumentados.

### Escuadrón 201

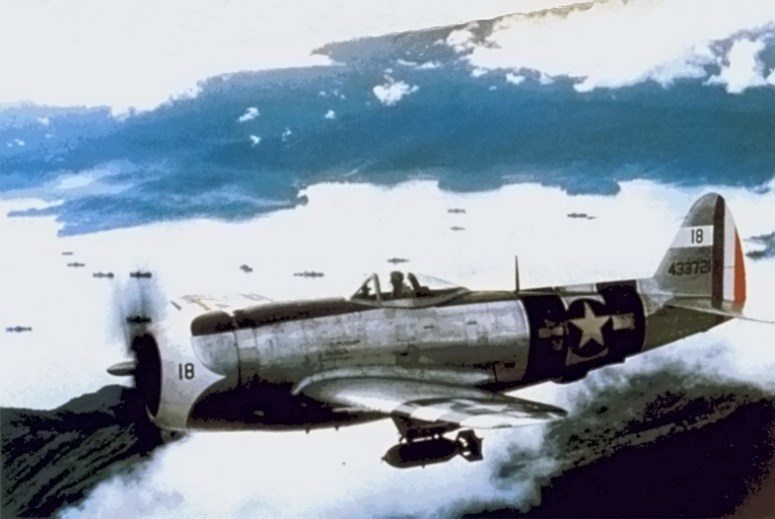
Un P-47 Thunderbolt mexicano volando sobre las Filipinas en 1945.

La influencia aliada en el país y el hecho de tener posturas antifascistas; llevaron al entonces presidente Manuel Ávila Camacho, a enviar fuerzas armadas al frente de batalla. Él estaba plenamente convencido de que la Fuerza Aérea era el arma ideal para representar dignamente a la nación en este conflicto, ya que la aviación puede causar grandes daños al enemigo utilizando contingentes pequeños, con lo que se lograría una participación simbólica sin movilizar grandes recursos humano. Así, el 8 de marzo de 1944, el presidente dio a conocer estas intenciones y durante el mes de julio se dispuso la formación del Grupo de Perfeccionamiento Aeronáutico (GPA), integrado por 299 elementos al mando del coronel Antonio Cárdenas Rodríguez. La Unidad recibió entrenamiento en diversas bases aéreas de Estados Unidos.
El 29 de diciembre de 1944, la Cámara de Senadores autorizó al presidente de la República el envío de tropas para combatir en el extranjero y se decidió que las fuerzas en adiestramiento en los Estados Unidos. se convirtieran en la Fuerza Aérea Expedicionaria Mexicana (FAEM), con lo que el GPA se transformó entonces en el Escuadrón de Pelea 201 de la FAEM. De tal manera, el 23 de febrero de 1945, el Escuadrón 201 se graduó como unidad de combate. El Escuadrón quedó encuadrado en la Fuerza Aérea de los Estados Unidos, aunque con mando y bandera propios. La FAEM fue enviada al Pacífico, para participar en la liberación de las Filipinas, ya que sería significativo que México tomara parte en la liberación de un pueblo de habla hispana como el filipino, además de que las condiciones de la guerra en el Pacífico propiciaban el lucimiento de una unidad aérea.
El Escuadrón 201 sirvió con distinción en observaciones, bombardeos y ametrallamiento de posiciones japonesas, vehículos en convoy y emplazamientos de artillería; participó en la última fase de la Batalla de Luzón. El Escuadrón llevó a cabo 59 misiones de combate en Filipinas y Formosa; de las cuales 50 fueron calificadas de exitosas. Concluida la guerra, la FAEM regresó a México el 18 de noviembre de 1945. Además del Escuadrón, miles de mexicanos sirvieron en tropas extranjeras, la mayoría de países aliados mientras un puñado de ellos apoyaron a países del Eje.
La FAEM ha sido la única unidad militar mexicana que ha combatido fuera del territorio mexicano.

### La conferencia de Chapultepec
A finales de 1944, cuando ya rondaba el fin de la guerra, México convocó a una conferencia especial con el propósito de llevar a buen término el esfuerzo de defensa y garantía de la integridad del continente y sentar las bases para resolver en tiempos de paz los futuros problemas económicos que surgirían en el periodo de la posguerra.
Así se llevó a cabo La Conferencia Interamericana sobre los problemas de la Guerra y de la Paz, conocida como Conferencia de Chapultepec. En ella, México presentó un buen número de proyectos aprobados por la conferencia como el Acta de Chapultepec, entre otras; importantes para el desarrollo de las relaciones Interamericanas al terminar la Guerra.

### Modelo de sustitución de importaciones y el milagro mexicano
En la década de 1940 se adoptó un modelo de desarrollo económico conocido como Sustitución de importaciones, que se basó en la sustitución de algunos bienes industriales importados por otros producidos en México. Este modelo fomentó el desarrollo de la industria nacional, apoyando con subsidios y medidas proteccionistas a esta industrialización. Este modelo duró desde los años cuarenta hasta los setenta, cuando este se agotó, producto de la inflación acelerada y el desequilibrio financiero que el modelo traía consigo.
El milagro mexicano es el periodo de bonanza económica, en el que el impulso a la industria y las ganancias económicas obtenidas durante la Segunda Guerra Mundial, llevaron al país a un proceso de desarrollo y crecimiento acelerado sin precedentes de la economía desde el periodo de Manuel Ávila Camacho en 1940 hasta el de Gustavo Díaz Ordaz en 1970. En estos años el crecimiento del producto interno bruto (PIB) fue mayor al 5%.
La prosperidad capitalista en esas décadas no solo benefició a México, sino también a otros países en América Latina, y a otros en Asia y África[cita requerida]. Los países tercermundistas dependientes tecnológicamente de las potencias industrializadas, que se mantuvieron alineados con las potencias capitalistas disfrutaron, junto con ellas, de la prosperidad económica[cita requerida].
Durante esos años se crearon más empleos que nunca antes en la historia del país y hubo un aumento en los salarios reales; o sea que el salario alcanzaba para comprar más cosas; se mejoraron los servicios educativos y de salud para los sectores populares, se modernizó la infraestructura en las ciudades. México se daba a ver a los ricos empresarios, inversionistas y al resto del mundo, como un país próspero y moderno. Sin embargo, los beneficiados por el milagro mexicano fue la minoría en las ciudades industrializadas y en la burocracia gubernamental.

## Guerra Fría
Al finalizar la Segunda Guerra Mundial, en 1945, los países del mundo se separaron en dos grandes bloques: El Bloque Capitalista encabezado por Estados Unidos; y el Bloque Socialista encabezado por la Unión Soviética. Esta situación generó una gran tensión internacional con el temor de un nuevo conflicto mundial bélico; por esta razón se le llamó a este periodo Guerra Fría.
Durante este periodo, muchas de las naciones poco desarrolladas económica y tecnológicamente, los llamados países del Tercer Mundo, tuvieron que someter su actividad internacional, política y económica a uno de los Bloques contendientes: el Capitalista (Derecha) o el Socialista (Izquierda), alineándose con uno dependiendo de la ideología predominante en sus gobiernos. Dentro de este contexto, México se alineó con el bloque de los países capitalistas.
En 1947, México se integró a la conferencia de Río de Janeiro, en la que países americanos se sumaron a los planes militares de Estados Unidos para enfrentar juntos la Guerra fría. México firma el Tratado Interamericano de Asistencia Recíproca (TIAR). En respuesta, el presidente de los Estados Unidos, Harry S. Truman, visitó México para iniciar conversaciones con el presidente Miguel Alemán Valdés para devolver las banderas mexicanas capturadas en la guerra norteamericana de 1846.
Hubo, sin embargo, un grupo de países asiáticos que, con la finalidad de tener una posición neutral, formaron el Movimiento de Países No Alineados (MPNA). En la década de 1960, el presidente de México Adolfo López Mateos visitó oficialmente algunos países del bloque socialista y de países no alineados, para estrechar relaciones con ellos. Aunque México nunca ingresó como miembro oficial del MPNA, pues se mantuvo dentro del bloque capitalista[cita requerida], su política internacional de no intervención y respeto a la autodeterminación lo llevaron a ser hasta la actualidad miembro observador de dicho movimiento.
Al terminar la Segunda Guerra Mundial, el principal interés de México era desarrollar la industria nacional, por lo que implementó una política proteccionista, cerrando las importaciones de productos industrializados de los otros países; sin embargo, a pesar de esto y del hecho de estar alineado al bloque capitalista, México logró establecer, mantener y ampliar sus relaciones diplomáticas con la mayoría de los países del mundo.

### La izquierda en América Latina
A lo largo de la Guerra Fría se dio una latente tensión internacional, derivada del antagonismo entre el bloque soviético y el estadounidense que se manifestó en todos los continentes. En América Latina, Cuba se mantuvo alineada al bloque soviético, mientras que se dieron varios intentos de instaurar regímenes socialistas por parte de muchos países latinoamericanos (incluido México). Para contrarrestar el avance del comunismo en Latinoamérica, los Estados Unidos apoyó golpes de Estado y regímenes dictatoriales en diversos países latinoamericanos.
México se encontraba en un dilema ante esta situación, pues por un lado el gobierno priista se jactaba de ser un gobierno de valores revolucionarios a favor de los sectores obreros y campesinos; pero, por el otro lado, la cercanía con Canadá y los Estados Unidos, ambos con una arraigada historia capitalista y con quienes firmaría el TLCAN, se obligaba a apegarse a sus intereses. Es así como el gobierno mexicano opta por una postura diplomática ambigua basada en el principio del respeto a las naciones y la no intervención. De esta manera logra mantener relaciones cordiales tanto con Estados Unidos como con Cuba.
Entre las décadas de 1970 y de 1980, el gobierno mexicano, y en particular el gobierno de José López Portillo, tuvo acercamientos económicos e incluso apoyó de manera importante a gobiernos de izquierda latinoamericanos.
Tal es el caso del movimiento sandinista en Nicaragua; en el que México, fue uno de los países de América Latina más interesados y comprometidos en brindar apoyo tanto al movimiento revolucionario como a la consolidación del mismo, cuando este logró derrocar al dictador Anastasio Somoza, en 1979. El estado mexicano apoyó con varios recursos al movimiento insurreccional, a la vez que recibía asilados de la guerra en su embajada en Nicaragua, protegiendo también a la sociedad civil, muchos de los cuales eran miembros activos del FSLN.

#### La Revolución Cubana
La Revolución cubana, encabezada por Fidel Castro, recibió el apoyo de México durante y después del conflicto; e incluso dando asilo político a Castro en su exilio de Cuba, para preparar un grupo guerrillero con el cual volver a la lucha Armada en Cuba. Esto también ocasionó roces con el gobierno de los Estados Unidos, que había establecido un embargo económico a Cuba y ejercido una fuerte presión política para que los países capitalistas del mundo, en especial los de América Latina y los miembros de la OEA, rompieran sus relaciones con La Habana y la bloquearan económicamente.
México fue uno de los países en apoyar la postura estadounidense de impedir el ingreso de Cuba en la OEA, argumentando que la ideología marxista-leninista en que se basaba el socialismo cubano, eran incompatibles con los principios de la OEA.[cita requerida] Sin embargo, mantuvo firme su posición soberana respecto al derecho de sostener relaciones diplomáticas y comerciales con el gobierno cubano de Fidel Castro y se negó al bloqueo, apegado a sus principios de no Intervención y al derecho de los pueblos a la autodeterminación de los pueblos a elegir el tipo de gobierno que consideraran más adecuado para sus circunstancias. De esta manera logró mantener cierta autonomía política con respecto a los Estados Unidos; con lo que le ganó a México el respeto internacional en política exterior.

#### Golpe de Estado en Chile de 1973
El 11 de septiembre de 1973, el presidente de Chile Salvador Allende fue derrocado por un Golpe de Estado dirigido por el general Augusto Pinochet Ugarte. El embajador de México en Chile, Gonzalo Martínez Corbalá, se encargó de sacar  del país a la familia del fallecido presidente Allende, incluyendo a su viuda Hortensia Bussi, en un avión que envió el presidente Luis Echeverría. Corbalá intentó sacar del país al poeta chileno Pablo Neruda, pero este falleció en los días siguientes al golpe militar. Meses después, México rompería relaciones diplomáticas con la dictadura de Pinochet y a la vez otorgó asilo político a numerosos exiliados que huían de la persecución de la que eran objetivo. México y Chile restablecerían relaciones bilaterales el 23 de marzo de 1990, a la llegada de Patricio Aylwin a la presidencia de ese país por parte.

## La Crisis Petrolera de 1973
La Crisis del petróleo de 1973 comenzó en octubre de 1973, a raíz de la medida de los países árabes de interrumpir la exportación de petróleo a EUA y a buena parte de Occidente, con el fin de presionar diplomáticamente a los países que habían apoyado al Estado  de Israel en la guerra de Yom Kipur.
Así, la OPEP (Organización de Países Exportadores de Petróleo) detiene y embarga la producción y suministro de petróleo a Estados Unidos y a sus aliados en la Europa Occidental y logra hasta cuadriplicar el precio de venta del crudo. Esta crisis conllevó a un acusado incremento de los precios del petróleo en todo el mundo.
Este embargo económico fue aprovechado por el gobierno en turno de México; el cual, motivado por los hallazgos de nuevos yacimientos petroleros en Tabasco, Chiapas y Campeche, decide crear el Plan Global de Desarrollo. Plan basado en la generación de divisas que produjeran la explotación de petróleo, colocando a esta industria como el motor de crecimiento del país. De esta forma, en 1982, el país logra ocupar el cuarto lugar en reservas y el quinto en producción llegando a exportar 1,500,000 barriles diarios. También, al aprovechar México para colocar su producción en EUA, este contribuyó a liberar a este país de las presiones y dependencia de la OPEP.
Sin embargo, el colocar al petróleo como eje del desarrollo nacional, tuvo posteriormente terribles consecuencias. El crecimiento del país desarrolló una completa dependencia al petróleo. Las exportaciones petroleras fueron ascendiendo, llegando en 1981 a constituir el 61% de las exportaciones totales del país. Al descender los precios internacionales del petróleo, se hizo evidente el desequilibrio de la estructura industrial y conllevó a una de las peores crisis económicas del México moderno en 1981.